# Osama Rashid
Osama Jabbar Shafeeq Rashid (Kirkuk, 17 gennaio 1992) è un calciatore iracheno con cittadinanza olandese, centrocampista dell'Erbil e della nazionale irachena.

## Carriera
Nato in Iraq ma cresciuto nei Paesi Bassi, ha giocato prevalentemente in squadre olandesi. Dal 2011 gioca stabilmente con la nazionale di calcio irachena.
Dal 2015 gioca con il SC Farense, squadra che milita nella Segunda Liga, la terza divisione portoghese.